# شتانة
الشِتانة أو لباس الساق يصف الملابس التي ترتدى مباشرة على القدمين والساقين. نشأ مصطلح شتانة للتعبير عن صناعة أو بيع الشتائن (المفرد:شَتِينة)، وهي منتجات يسمى صانعها أو بائعها شَتّان. يُستخدم المصطلح أيضاً لجميع أنواع الأقمشة المحبوكة، ويُحدَّد سمكها ووزنها بالدنييه أو العتامة. تصف قياسات الدنييه المنخفضة من 5 إلى 15 شتينة قد تكون شفافة في المظهر، في حين أن الأنماط التي يبلغ قياسها 40 وما فوق كثيفة، مع القليل من الضوء القادر على المرور عبر العناصر التي يبلغ وزنها 100 دنييه.